# Eois abbreviata
Eois abbreviata es una especie de polilla de la familia Geometridae. La especie fue descrita por primera vez por Paul Dognin habiendo sido descrita en 1907, con distribución en Perú. El holotipo de la especie fue un espécimen macho descrita en el departamento de Ucayali.